# Municipio de Jefferson (condado de Greene, Pensilvania)
El municipio de Jefferson (en inglés: Jefferson Township) es un municipio ubicado en el condado de Greene en el estado estadounidense de Pensilvania. En el año 2000 tenía una población de 2.528 habitantes y una densidad poblacional de 45 personas por km².

## Geografía
El municipio de Jefferson se encuentra ubicado en las coordenadas 39°52′29″N 80°05′29″O / 39.87472, -80.09139.

## Demografía
Según la Oficina del Censo en 2000 los ingresos medios por hogar en la localidad eran de $31,639 y los ingresos medios por familia eran de $39,565. Los hombres tenían unos ingresos medios de $37,700 frente a los $20,566 para las mujeres. La renta per cápita de la localidad era de $17,143. Alrededor del 9,3% de la población estaba por debajo del umbral de pobreza.